# Hennessy (koniak)
Jas Hennessy & Cie., znany jako Hennessy – francuski producent koniaku, którego główna siedziba mieści się w Cognac we Francji.
Jest jednym z najbardziej znanych domów koniaku, obok Martell, Courvoisier i Rémy Martin, z którymi razem produkuje około 85% koniaku na światowym rynku. Hennessy sprzedaje rocznie około 102 milionów butelek swoich koniaków, co czyni go największym producentem koniaków na świecie. W 2017 r. jego sprzedaż stanowiła około 60% rynku koniaków w USA.
Marka Moët Hennessy należy do konglomeratu Louis Vuitton Moët Hennessy (66%) i Diageo (34%).
W celu uzyskania najlepszych walorów smakowych i zapachowych, koniak ten powinien być serwowany w temperaturze pokojowej.

## Historia

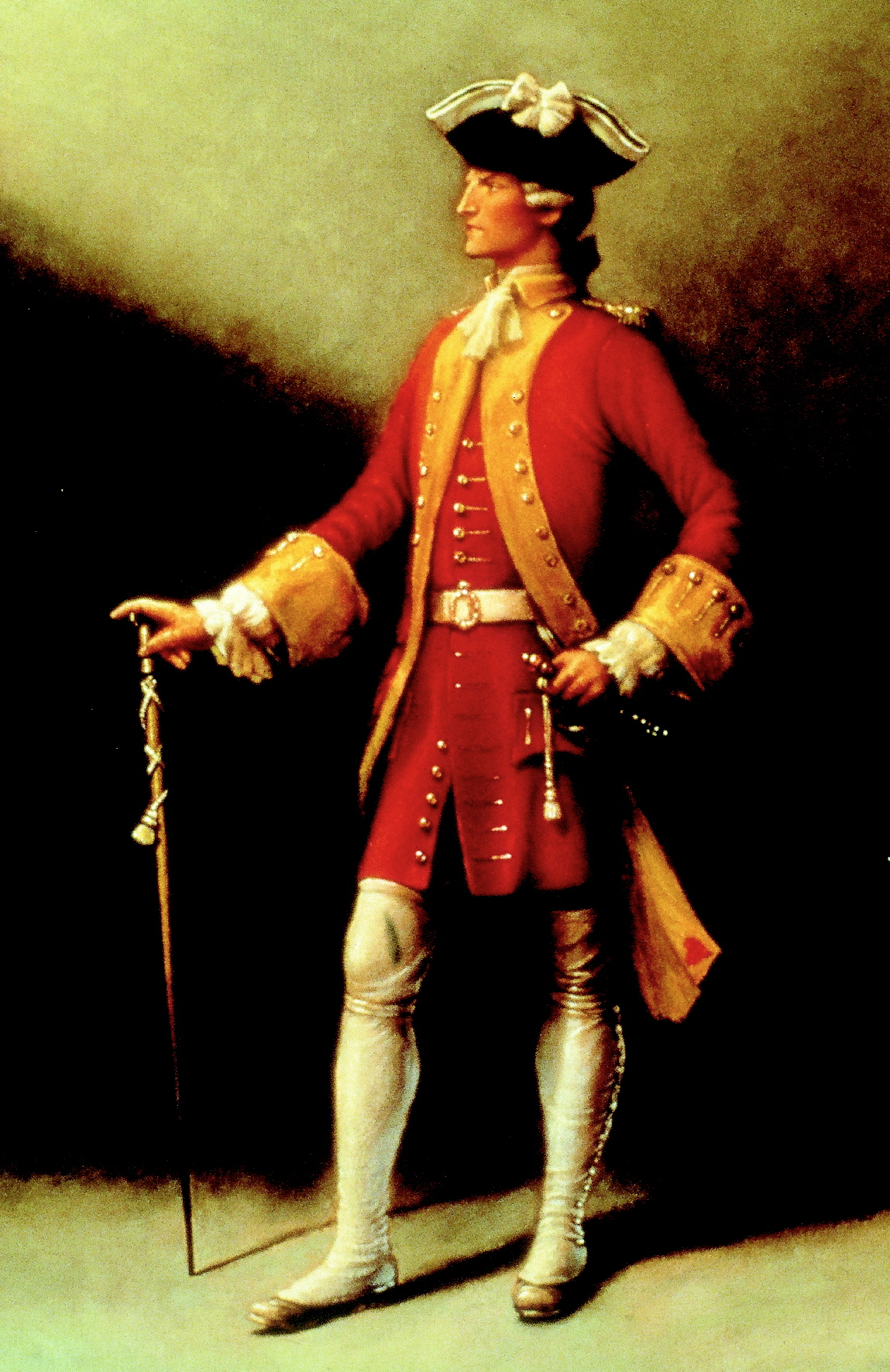
Richard Hennessy (1724–1800), założyciel destylarni

Destylarnia koniaku Hennessy została założona w 1765 roku przez irlandzkiego jakobickiego oficera wojskowego Richarda Hennessy'ego, który służył w armii Ludwika XV. Przeszedł on na emeryturę w regionie Cognac i zajął się destylacją i eksportem brandy, najpierw do Wielkiej Brytanii oraz rodzinnej Irlandii, a wkrótce potem do Stanów Zjednoczonych. W 1813 roku syn Richarda Hennessy’ego, James Hennessy, nadał firmie nazwę handlową Jas Hennessy & Co. To on również wybrał Jeana Fillioux na głównego szefa piwnicy. Od tamtej pory funkcję tę pełnił członek rodziny Fillioux, a relacje biznesowe trwają osiem pokoleń i ponad 250 lat.
W latach 40. XIX wieku Hennessy stał się wiodącym eksporterem brandy na świecie i pozycję tę nadal utrzymuje (2022). W 1860 roku jedna na cztery butelki koniaku sprzedawanego na świecie pochodziła z tego domu. Hennessy wprowadził szereg konwencji obowiązujących w branży koniakowej. Była to jedna z pierwszych marek, która zaczęła sprzedawać koniak w butelkach, a nie tylko w beczkach, co pomogło jej przetrwać Wielką Francuską Zarazę Wina w połowie XIX wieku Był to także pierwszy dom koniaku, który zaczął stosować system oceniania w postaci gwiazdek oraz oznaczenia VSOP i XO, które są stosowane przez większość producentów koniaku.
Oznaczenie VSOP zastosowano po raz pierwszy w 1817 r., gdy książę regent, a późniejszy król Wielkiej Brytanii, Jerzy IV, poprosił firmę Hennessy o stworzenie very superior old pale koniaku, co wcześniej było określeniem stosowanym w odniesieniu do sherry. Maurice Hennessy, wnuk Richarda Hennessy’ego, wprowadził w 1865 roku klasyfikację jakości koniaku opartą na gwiazdkach (system ten został jednocześnie przyjęty przez konkurenta Hennessy’ego, firmę Martell), która do lat 60. XX wieku pozostawała branżowym standardem w zakresie oznaczania wieku koniaku. Maurice Hennessy wprowadził w 1870 roku również oznaczenie XO („extra old”) dla koniaków, które przeszły dłuższe dojrzewanie w beczkach.
W 1971 roku Kilian Hennessy doprowadził do fuzji z Moët et Chandon, w wyniku której powstało Moët Hennessy, które w 1987 roku ogłosiło dalszą fuzję z firmą Louis Vuitton, w wyniku czego powstał największy na świecie konglomerat marek luksusowych, Louis Vuitton Moët-Hennessy (LVMH).
W 1988 roku kryzys zarządzania firmą doprowadził do przejęcia grupy przez Bernarda Arnault, właściciela domu mody haute couture Christian Dior. Tak zwana „afera LVMH” była we Francji tak kontrowersyjna, że prezydent Francji François Mitterrand nawiązał do niej w swoim telewizyjnym przemówieniu.
Kilian Hennessy pozostawał w radzie doradczej firmy aż do swojej śmierci w 2010 roku w wieku 103 lat.

## Marketing
Hennessy posiada największą na świecie kolekcję koniaków eaux-de-vie, liczącą ponad 470 000 beczek w piwnicach. W wyniku procesu dojrzewania i kupażowania powstaje kilka odrębnych odmian koniaku. Oprócz koniaków o klasie VS i VSOP, które stanowią większość sprzedaży firmy, Hennessy znany jest z drogich, specjalistycznych koniaków, z których część jest nadal mieszana przez rodzinę Fillioux.
Limitowane edycje Hennessy mogą zawierać ponad sto różnych eaux-de-vie, z których niektóre mogą mieć nawet kilkaset lat; tradycyjnie towarzyszą im luksusowe dodatki, takie jak pudełka wykonywane na zamówienie i ręcznie dmuchane karafki, np. butelka Richard Hennessy kosztuje około 7000 dolarów amerykańskich i jest sprzedawana w kryształowym dekanterze Baccarat z pasującymi szklankami, pipetą i tacą zaprojektowanymi przez architekta Daniela Libeskinda.
Od 2009 roku firma Hennessy wydała szereg edycji kolekcjonerskich, aby uczcić rocznice, specjalne okazje lub współpracę z artystami, projektantami i organizacjami, takimi jak NBA.
Hennessy był ulubionym trunkiem Kim Dzong Ila, byłego Najwyższego Przywódcy Korei Północnej. Hennessy upublicznił informację, że Kim wydawał ponad 700 000 dolarów rocznie na koniak Hennessy Paradis.

## W kulturze popularnej
Hennessy cieszy się popularnością wśród Afroamerykanów, którzy piją większość koniaku spożywanego w Stanach Zjednoczonych.  Geneza tego zjawiska to okres I i II wojny światowej, kiedy to amerykańscy czarnoskórzy żołnierze zetknęli się z koniakiem we Francji.
Już w latach 50. XX wieku firma zaczęła kierować reklamy do mniejszości etnicznych, umieszczając je w magazynach dla Afroamerykanów, takich jak Ebony i Jet, korzystając z usług czarnoskórych modelek i zatrudniając czarnoskórych pracowników.
Określenie „Hennessy” oraz „koniak” pojawiło się w ponad 1000 piosenek, takich jak m.in. „Hennessey” (2004) 2Paca „Hennesey n Buddah” (2000) Snoop Dogga, „We Be Burnin'” (2005) Seana Paula, „Hennessy and Sailor Moon” (2016) Yung Leana czy „Rockstar" Post Malone'a.
Nawiązanie do tej marki figuruje w utworze „Nicea" polskiego duetu PRO8L3M, gdzie znajduje się wers dotyczący prawidłowej temperatury podawania tego trunku w celu uzyskania najlepszych walorów smakowych.

## Przykładowe produkty
Opracowane na podstawie materiału źródłowego:
- Hennessy V.S
- Hennessy V.S.O.P
- Hennessy X.O
- Hennessy X.X.O
- Hennessy Master Blender's selection
- Hennessy Paradis
- Richard Hennessy
- James Hennessy
- Hennessy Black
- Hennessy Pure White
- Hennessy Classivm